# Filmografia Romana Polańskiego

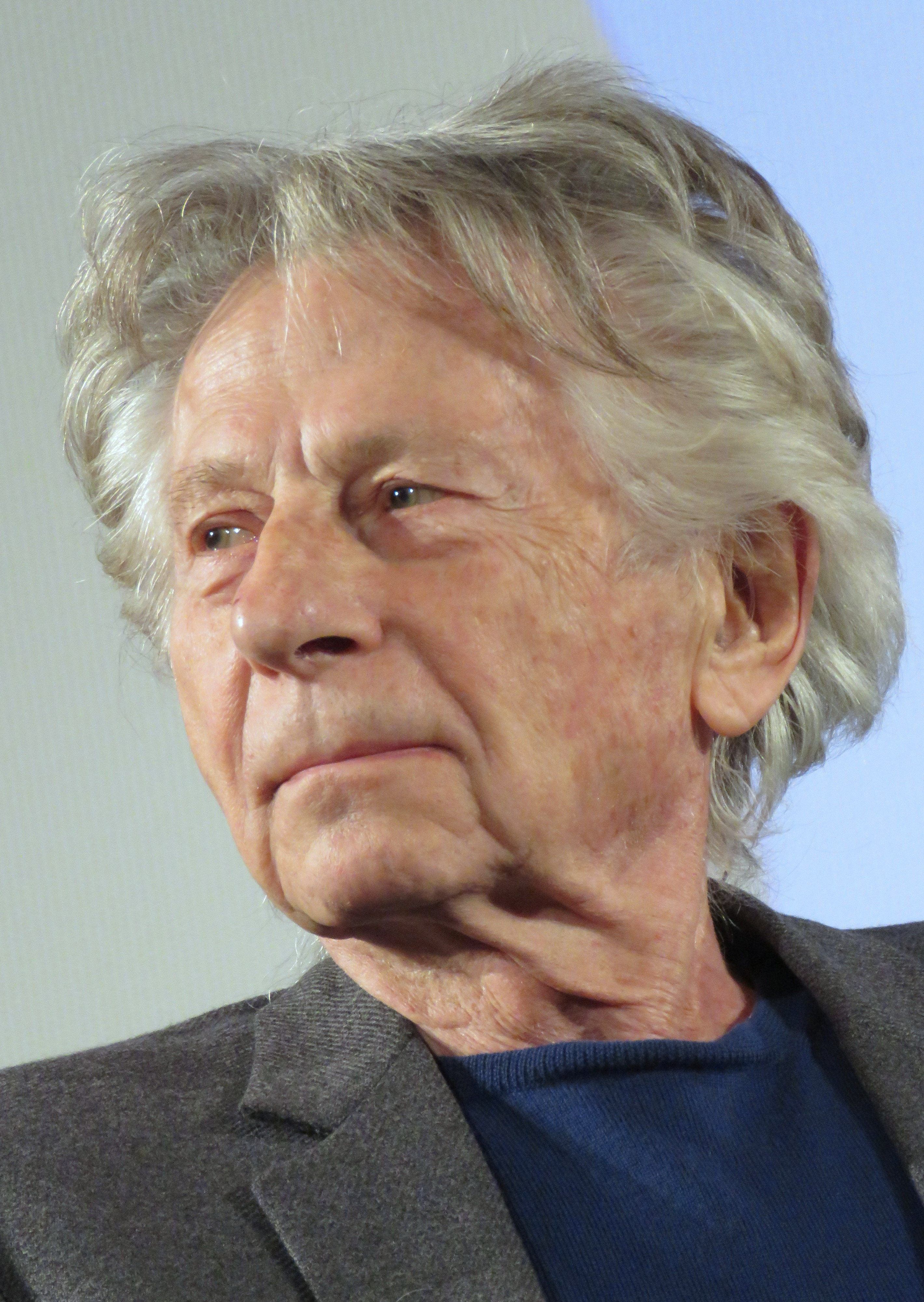
Roman Polański (2023)

Filmografia Romana Polańskiego (ur. 1933) – polsko-francuskiego reżysera, aktora, scenarzysty i producenta filmowego.

## Filmografia

### Reżyseria filmów krótkometrażowych
| Rok  | Tytuł                | Występ aktorski | Informacje                                                                                | Źródło |
| ---- | -------------------- | --------------- | ----------------------------------------------------------------------------------------- | ------ |
| 1955 | Rower                | T               | film uznawany za zaginiony                                                                | [ 1 ]  |
| 1957 | Morderstwo           |                 | etiuda szkolna                                                                            | [ 2 ]  |
| 1957 | Uśmiech zębiczny     |                 | etiuda szkolna                                                                            | [ 3 ]  |
| 1957 | Rozbijemy zabawę     |                 | etiuda szkolna                                                                            | [ 4 ]  |
| 1958 | Dwaj ludzie z szafą  | T               | etiuda szkolna, występ w roli chuligana                                                   | [ 5 ]  |
| 1959 | Lampa                | T               | etiuda szkolna, występ w roli przechodnia                                                 | [ 6 ]  |
| 1959 | Gdy spadają anioły   | T               | etiuda szkolna, występ w roli staruszki wręczającej pakunek synowi wyruszającemu na wojnę | [ 7 ]  |
| 1961 | Gruby i chudy        | T               | występ w roli Chudego                                                                     | [ 8 ]  |
| 1962 | Ssaki                |                 |                                                                                           | [ 9 ]  |
| 1964 | Diamentowy naszyjnik |                 | część filmu nowelowego Najpiękniejsze oszustwa świata                                     | [ 10 ] |
| 2007 | Kino erotyczne       |                 | część filmu nowelowego Kocham kino                                                        | [ 11 ] |
| 2012 | Terapia              |                 | reklama firmy Prada                                                                       | [ 12 ] |

### Reżyseria filmów pełnometrażowych
| Rok  | Tytuł                           | Występ aktorski | Informacje                                 | Źródło |
| ---- | ------------------------------- | --------------- | ------------------------------------------ | ------ |
| 1961 | Nóż w wodzie                    | T               | dubbing postaci Chłopca                    | [ 13 ] |
| 1965 | Wstręt                          | T               | występ cameo                               | [ 14 ] |
| 1966 | Matnia                          |                 |                                            | [ 15 ] |
| 1967 | Nieustraszeni pogromcy wampirów | T               | występ w roli Alfreda, asystenta profesora | [ 16 ] |
| 1968 | Dziecko Rosemary                |                 |                                            | [ 17 ] |
| 1971 | Tragedia Makbeta                |                 |                                            | [ 18 ] |
| 1972 | Co?                             | T               | występ w roli Mosquito                     | [ 19 ] |
| 1974 | Chinatown                       | T               | występ w roli mężczyzny z nożem            | [ 20 ] |
| 1976 | Lokator                         | T               | występ w roli Trelkovsky’ego               | [ 21 ] |
| 1979 | Tess                            |                 |                                            | [ 22 ] |
| 1986 | Piraci                          |                 |                                            | [ 23 ] |
| 1988 | Frantic                         |                 | występ w roli taksówkarza z zapałkami      | [ 24 ] |
| 1992 | Gorzkie gody                    |                 | Polański był także producentem filmu       | [ 25 ] |
| 1994 | Śmierć i dziewczyna             |                 |                                            | [ 26 ] |
| 1999 | Dziewiąte wrota                 |                 | Polański był także producentem filmu       | [ 27 ] |
| 2002 | Pianista                        |                 | Polański był także współproducentem filmu  | [ 28 ] |
| 2005 | Oliver Twist                    |                 | Polański był także producentem filmu       | [ 29 ] |
| 2010 | Autor widmo                     |                 | Polański był także producentem filmu       | [ 30 ] |
| 2011 | Rzeź                            |                 |                                            | [ 31 ] |
| 2013 | Wenus w futrze                  |                 | Polański był także producentem filmu       | [ 32 ] |
| 2017 | Prawdziwa historia              |                 |                                            | [ 33 ] |
| 2019 | Oficer i szpieg                 | T               | Występ w roli mężczyzny na koncercie       | [ 34 ] |
| 2023 | The Palace                      |                 | reżyser i współscenarzysta filmu           | [ 35 ] |

### Pozostałe filmy z udziałem aktorskim Polańskiego
| Rok  | Tytuł                                   | Reżyser                                               | Rola aktorska                           | Źródło |
| ---- | --------------------------------------- | ----------------------------------------------------- | --------------------------------------- | ------ |
| 1953 | Trzy opowieści                          | Czesław Petelski, Konrad Nałęcki, Ewa Poleska         | Genek „Mały”                            | [ 36 ] |
| 1954 | Pokolenie                               | Andrzej Wajda                                         | Muniek                                  | [ 37 ] |
| 1955 | Zaczarowany rower                       | Silik Sternfeld                                       | Adaś                                    | [ 38 ] |
| 1955 | Trzy starty                             | Czesław Petelski, Ewa Petelska                        | brat Basi                               | [ 39 ] |
| 1955 | Małe nadzieje                           | Janusz Weychert                                       | złodziej na rowerze                     | [ 40 ] |
| 1955 | Godzina bez słońca                      | Paweł Komorowski                                      |                                         | [ 41 ] |
| 1956 | Wraki                                   | Czesław Petelski, Ewa Petelska                        | Romek                                   | [ 42 ] |
| 1956 | Nikodem Dyzma                           | Jan Rybkowski                                         | boy na przyjęciu w Hotelu Europejskim   | [ 43 ] |
| 1956 | Koniec nocy                             | Julian Dziedzina, Paweł Komorowski, Walentyna Uszycka | „Mały”                                  | [ 44 ] |
| 1956 | Kanał                                   | Andrzej Wajda                                         | półnagi powstaniec zepchnięty do kanału | [ 45 ] |
| 1957 | Eroica                                  | Andrzej Munk                                          | kolędnik anioł                          | [ 46 ] |
| 1958 | Suita polska                            | Claude Guillemont                                     | chłopak w kawiarni                      | [ 47 ] |
| 1958 | Zadzwońcie do mojej żony                | Jaroslav Mach                                         | chłopak tańczący w klubie w Krakowie    | [ 48 ] |
| 1959 | Lotna                                   | Andrzej Wajda                                         | muzyk                                   | [ 49 ] |
| 1960 | Zezowate szczęście                      | Andrzej Munk                                          | korepetytor Joli                        | [ 50 ] |
| 1960 | Ostrożnie, Yeti!                        | Andrzej Czekalski                                     | kierowca                                | [ 51 ] |
| 1960 | Niewinni czarodzieje                    | Andrzej Wajda                                         | kontrabasista Dudek „Polo”              | [ 52 ] |
| 1960 | Do widzenia, do jutra                   | Janusz Morgenstern                                    | Romek                                   | [ 53 ] |
| 1961 | Samson                                  | Andrzej Wajda                                         | partner kobiety szantażującej Malinę    | [ 54 ] |
| 1969 | Christian czarodziej                    | Joseph McGrath                                        | mężczyzna słuchający śpiewaczki         | [ 55 ] |
| 1974 | Drakula chce żyć: Szuka dziewiczej krwi | Antonio Margheriti, Paul Morrissey                    | wojowniczy wieśniak                     | [ 56 ] |
| 1992 | Back in the U.S.S.R.                    | Deran Sarafian                                        | Kuriłow                                 | [ 57 ] |
| 1994 | Czysta formalność                       | Giuseppe Tornatore                                    | inspektor                               | [ 58 ] |
| 1994 | Śmiertelne zmęczenie                    | Michel Blanc                                          |                                         | [ 59 ] |
| 2002 | Zemsta                                  | Andrzej Wajda                                         | Józef Papkin                            | [ 60 ] |
| 2007 | Godziny szczytu 3                       | Brett Ratner                                          | detektyw Revi                           | [ 61 ] |
| 2007 | Aleja gówniarzy                         | Piotr Szczepański                                     | w reklamie Łodzi                        | [ 62 ] |
| 2008 | Cichy chaos                             | Antonio Luigi Grimaldi                                | Steiner                                 | [ 63 ] |